# 博士家
博士家（はかせけ）とは、日本の古代から中世にかけて、家伝の学術などで世襲的に朝廷に仕えた家系を指す。

## 概要
博士とは、大学寮などで学生を指導・教授し、成績を試験する教官のことであり、『大宝令』の規定により、大学寮には明経博士・音博士・算博士・書博士が設置され、のちに令外官として紀伝博士と明法博士が追加されている。陰陽寮にも陰陽博士・天文博士・暦博士・漏刻博士、典薬寮にも医博士・針博士・呪禁博士などが設置されているが、平安時代になり律令制が弛緩・変質するにつれ、延喜年間に菅原道真・三善清行・大江音人などが高位高官にのぼったように、文章博士の地位が向上してくるようになった。そして、この時期から諸官職に世襲の傾向が現れ、博士の出る家も各分野で固定化し、儒学の経典の学を家業として世襲されるようになってきた。
最も重要な仕事は、天皇や皇太子の侍読として儒教の経典の進講を行ったり、願文・詩文などの作成に携わったりすることであった。鎌倉時代末期に禅宗とともに宋学・朱子学が日本に伝来するようになってからは、四書に関して部分的に朱子の新註を採用し、新旧の折衷をはかる試みも現れてきたが、どちらかと言えば旧註を重視するものであった。
平安時代末期から江戸時代初期にかけて、博士家としての体面を維持し、時代の文運の興隆に大きく寄与したのは、紀伝道（文章博士）では、菅原氏、日野氏・藤原南家や藤原式家であり、明経道では中原氏、清原氏がある。
時代とともに博士家の学問は柔軟さを失って衰退し、その存在の意義も薄れていった。